# Citrongrönbulbyl
Citrongrönbulbyl (Phyllastrephus icterinus) är en fågel i familjen bulbyler inom ordningen tättingar.

## Utbredning och systematik
Fågeln förekommer från Sierra Leone till Gabon, Demokratiska republiken Kongo och västligaste Uganda samt på ön Bioko i Guineabukten. Den behandlas som monotypisk, det vill säga att den inte delas in i några underarter.

## Status
Arten har ett stort utbredningsområde och beståndet anses vara stabilt. Internationella naturvårdsunionen IUCN listar den därför som livskraftig (LC).